# Curiae generales
En el Reino de Sicilia, el término curiae generales o solemnes, apareció en la época normanda para designar una asamblea en la que participaban los nobles, caballeros, señores feudales y clérigos, especialmente convocada para escuchar la palabra del soberano y asumir sus disposiciones normativas. Algo diferente de la Curia regis, que tenía el significado prevalente de consejo del rey, de la que derivó con el tiempo la Magna Curia, que también se ocupaba de la administración de justicia.
Estas asambleas pueden considerarse las primeras formas de parlamento.

## Historia
Fue instituida por Roger II de Altavilla, rey de Sicilia, que convocó en 1130 una asamblea en el palacio normando de Palermo que le proclamó rey. Roger II retomó una iniciativa de su padre, el Gran Conde Roger I de Sicilia, que había convocado por primera vez a los señores feudales y al clero en Mazara del Vallo en 1097.
A veces eran itinerantes, como la asamblea de Ariano, en realidad más bien una curiae procerum (tribunal de nobles), que Roger II convocó en 1140, donde dictó una serie de normas que reformaron la administración del reino.
Con Federico II de Suabia, se admitieron en la asamblea también las ciudades demaniales.
El término curiae generales, aunque con Federico de Suabia se denominó oficialmente colloquia generalia, se mantuvo en uso y prevaleció posteriormente, designando al órgano parlamentario en Sicilia al menos hasta el apogeo de la época aragonesa-castellana (mediados del siglo XV).